# Diancistrus altidorsalis
Diancistrus altidorsalis är en fiskart som beskrevs av Schwarzhans, Møller och Nielsen 2005. Diancistrus altidorsalis ingår i släktet Diancistrus och familjen Bythitidae. Inga underarter finns listade i Catalogue of Life.